# Книдоцит
Книдоци́т (нематоцит) — стрекательная клетка, присущая как полипоидным, так и медузоидным поколениям в жизненном цикле книдарий (стрекающих). Книдоциты используются книдариями для охоты на добычу и защиты от врагов. Каждый книдоцит содержит специфическую внутриклеточную органеллу, называемую «книдоциста» (или «нематоциста»), которая, собственно, и обеспечивает поражение врага или пищевого объекта.

## Строение и механизм действия
Самый характерный признак книдоцитов — наличие книдоцисты (нематоцисты). Это сложно устроенная органелла: колбовидная капсула, к которой присоединена пустотелая витая нитевидная структура. Направленная наружу часть книдоцита несёт волосовидный «спусковой вырост», который называется книдоциль. Это неподвижный жгутик, окруженный воротничком из микроворсинок. Книдоциль активируется механически (при прикосновении потенциальной добычи или врага), и тогда книдоциста «выстреливает» — его шипы, расположенные в основании стрекательной нити, прокалывают цель, а полая стрекательная нить выворачивается, вонзаясь в тело жертвы. Это один из самых быстрых биологических процессов. Выворачивание нити занимает микросекунды, при этом подвижная часть книдоциста испытывает ускорение, близкое к 40 000 g, а по более новым данным — и до 5 410 000 g (все цифры для гидры). После вонзания книдоциста его токсичное содержимое впрыскивается внутрь ткани организма-мишени. Быстрый эффект введенных нейротоксинов обеспечивает немедленное парализующее влияние на подвижную добычу и позволяет малоподвижным книдариям овладевать ею.

## Механизм выстреливания
В нематоцисте высока концентрация двувалентных ионов кальция. При активации спускового выроста они высвобождаются из капсулы в цитоплазму книдоцита. Это приводит к формированию значительного градиента концентрации кальция с разных сторон плазматической мембраны книдоцита. В результате возникает осмотическое давление, благодаря которому происходит быстрое поступление воды в клетку из окружающей среды. Такое поступление воды мгновенно поднимает внутриклеточное давление, благодаря чему подвижная часть нематоцисты взрывообразно выбрасывается из клетки наружу.

## Способы распознавания добычи
Тот факт, что нематоцисты при некоторых обстоятельствах способен выстреливать самостоятельно, создает проблемы для книдарий. Во-первых, животное при этом может ужалить само себя. Во-вторых, книдоциты являются клетками, которые могут быть использованы лишь один раз, после чего должны быть замещены ценой больших энергетических расходов на формирование аналогичной клетки. Поэтому, с целью регуляции их использования, в организмах животных в ходе эволюции развилась система, при которой книдоциты объединены в «батареи», которые содержат несколько типов стрекательных клеток, присоединённых к поддерживающим их эпителиально-мускульным и образующим на них синапсы нервным клеткам.

## Разновидности книдоцитов
В целом в разных таксонах книдарий насчитывают более 30 типов книдоцитов. Они могут быть разделены на 4 большие группы:
- Протыкающие: имеют гарпуновидные структуры, которые используются для жаления (стенотелы или пенетранты).
- Клеящие: имеют липкие поверхности, которые используются для приклеивания добычи или приклеивания к субстрату (изорхизы или глютинанты).
- Петлеобразные: имеют лассовидные нитевидные образования, которые, после выстреливания, вращаются вокруг частей тела добычи (щетинок мелких рачков), опутывая её (десмонемы или вольвенты).
- Птихоцисты: специфическая разновидность книдоцита, найденная у трубчатых актиний; используется для создания трубки в почве, в которой живет этот полип.

В зависимости от вида у одного организма могут иметься один или разные комбинации из нескольких видов нематоцитов.

## Токсичность книдоцитов
Нематоцисты содержат очень небольшой объём яда, но он является чрезвычайно сильным: в одном из опытов было показано, что разряд единственного нематоцита может убить личинку дрозофилы, которая больше него в несколько сотен тысяч раз.
Наиболее опасными для человека являются нематоциты кубомедуз. Один из представителей этого класса, морская оса (Chironex fleckeri), признана Австралийским институтом морских исследований наиболее ядовитым из известных водных животных. Она вызывает чрезвычайно сильную боль, которая часто заканчивается смертью, в некоторых случаях — через 2-3 минуты; шансы на выживание в случае, когда человек ужален морской осой при плавании, стремятся к нулю.
Другие книдарии, такие как медуза львиная грива (Cyanea capillata), которая описана в рассказе Артура Конан Дойля «Львиная грива» (из цикла о Шерлоке Холмсе), или сифонофора «португальский кораблик», также могут наносить очень сильное поражение человеку, в отдельных случаях приводящее к смерти.
С другой стороны, нематоцисты очень многих видов книдарий не способны пробивать кожу человека. У этих животных нематоциты используются почти исключительно для охоты на мелкую добычу. Кроме того, у колониальных актиний книдоциты используются для жаления одним полипом другого при борьбе за благоприятное место.
Яд книдарий (как и многих других животных) может обладать видоспецифичным действием: тот яд, который для человека и млекопитающих является низкотоксичным, в то же время может иметь чрезвычайно сильное поражающее действие на привычную добычу книдарий. Такие видоспецифичные свойства яда в настоящий момент используются при синтезе новых лекарств и инсектицидов.
Отсутствие книдоцитов у гребневиков в своё время стало одним из аргументов в пользу того, чтобы разделить тип кишечнополостных на самостоятельные типы книдарий и гребневиков.